# Nærsnes
Nærsnes är en tätort i Askers kommun i Akershus fylke i sydöstra Norge. Orten hade 1 574 invånare 2018. Nærsnes ligger vid Oslofjorden, mellan Båtstø och Slemmestad. Orten har ett litet centrum med en Joker-butik med postfilial, frisör och kafé.
I Nærsnes finns badplatserna Nærsnesbukta och Ellefstranda. Här finns också Nærsnes-Åros Idrettslag stadion. Nærsnes kyrka är byggd 1893.
Mellan 1850 och 1950 (då kylskåp började bli vanliga) stod is för kylning av matvaror. Med en djup hamn var Nærsnes en plats som lämpade sig väl för att ta upp is. Förutom Bårsrudtjernet anlade man en rad isdammar som kan ses på vägen mellan Nærsnes och Sundby.
Namnet kommer av gården Nærsnes, efter det fornnordiska mansnamnet Neriðr och -nes som betyder näs, halvö eller udde. 